# Steinberg (Schleswig-Holstein)
Steinberg (in danese Stenbjerg) è un comune di 896 abitanti dello Schleswig-Holstein, in Germania. Copre un'area di 16,24 km².
Appartiene al circondario (Kreis) di Schleswig-Flensburgo (targa SL) ed è parte della comunità amministrativa (Amt) di Geltinger Bucht.